# TVOase
TVOase was een mogelijk toekomstige commerciële kwaliteitszender.
Mediamagnaat Harry de Winter is de drijvende kracht achter TVOase. Op dit moment heeft TVOase geen afdoende financiering nu PCM Uitgevers samen met de aandeelhouder Stichting Democratie & Media op basis van de voorliggende plannen geen financiering geven.
Op 13 december 2005 heeft het Commissariaat voor de Media een uitzendlicentie afgegeven waardoor WinterMedia B.V. tot aan 2010 het recht heeft een zender onder de naam TVOase uit te zenden.
De zender wilde zich focussen op nieuws, actualiteiten, nieuwsanalyse, talk- en debatshows over kunst, cultuur, literatuur, politiek en maatschappij, documentaires, kwaliteitsdrama, films en comedyseries, live registraties van muziek (klassiek, modern) en andere podiumkunsten, en verantwoorde kinder/jeugd programma’s.
Doordat Harry de Winter zijn plannen niet rond kreeg, besloot De Winter de zender vooralsnog de plannen van de zender stil te leggen.